# Pałac w Kościelcu

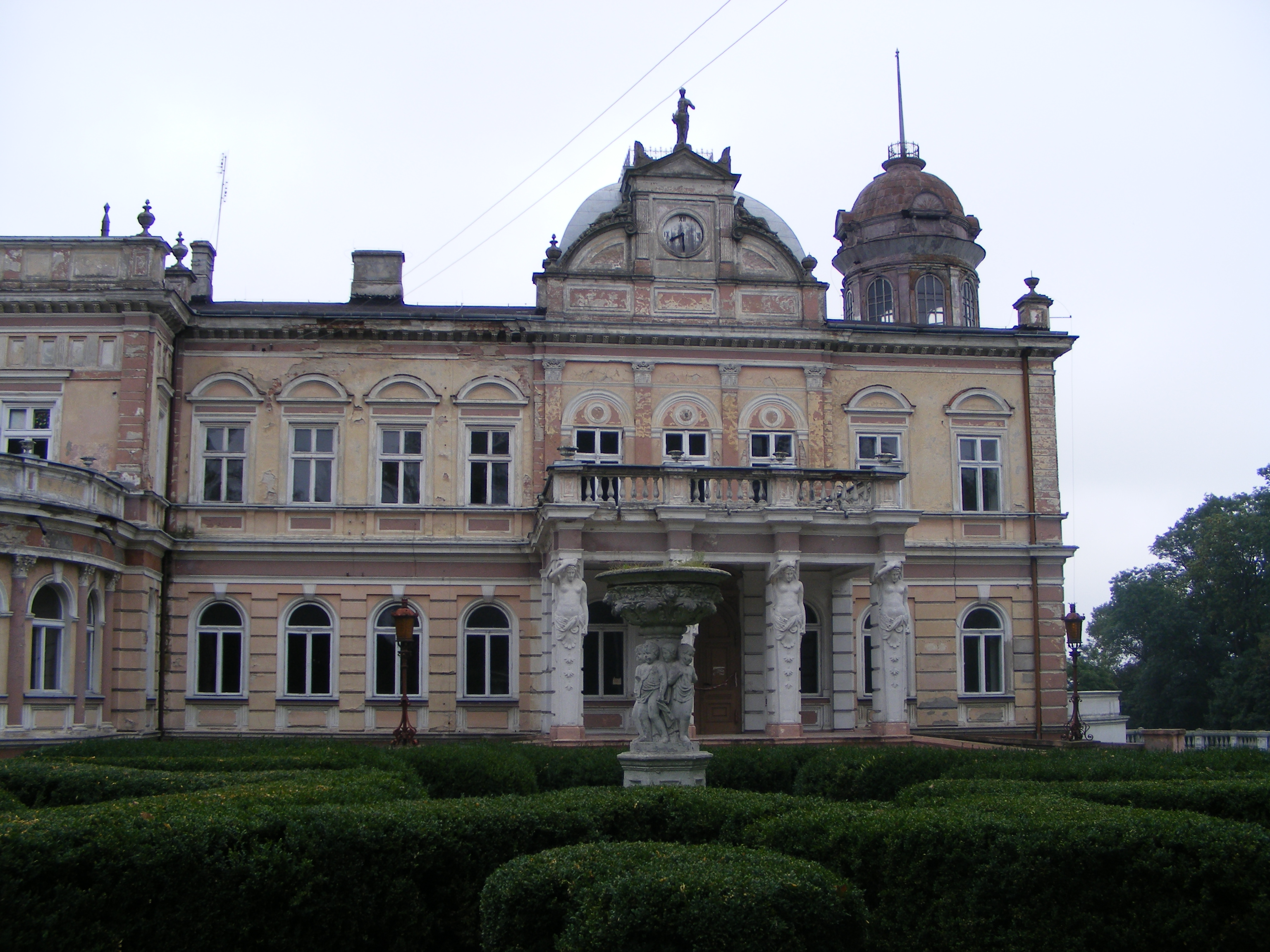
Stan budynku w 2008 roku

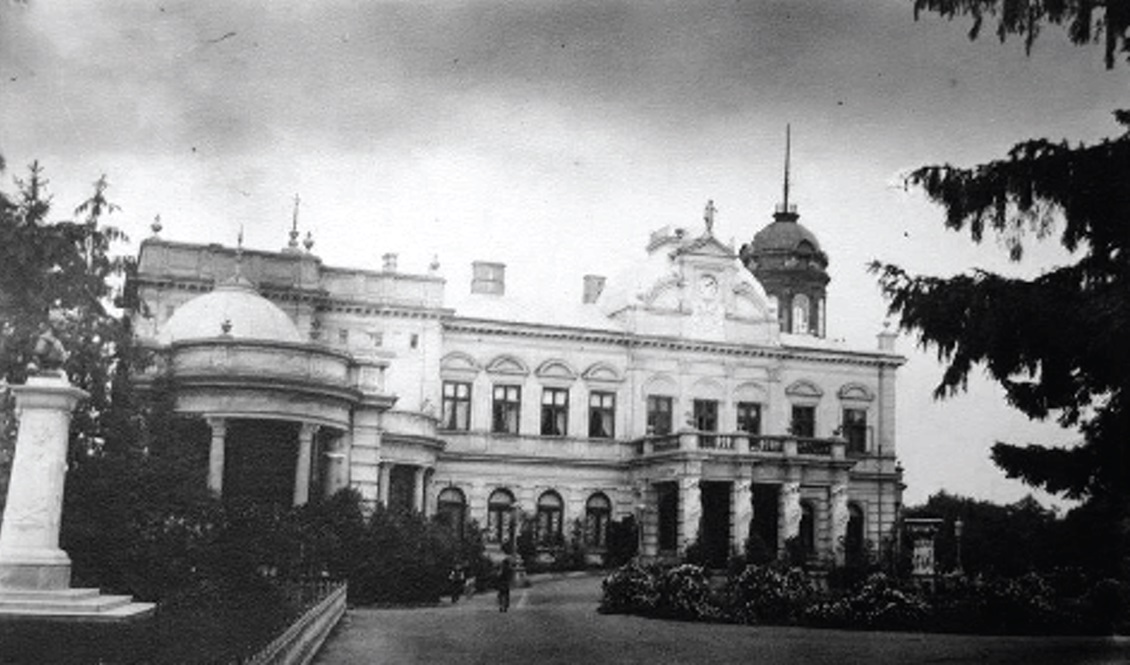
Pałac w 1910 roku

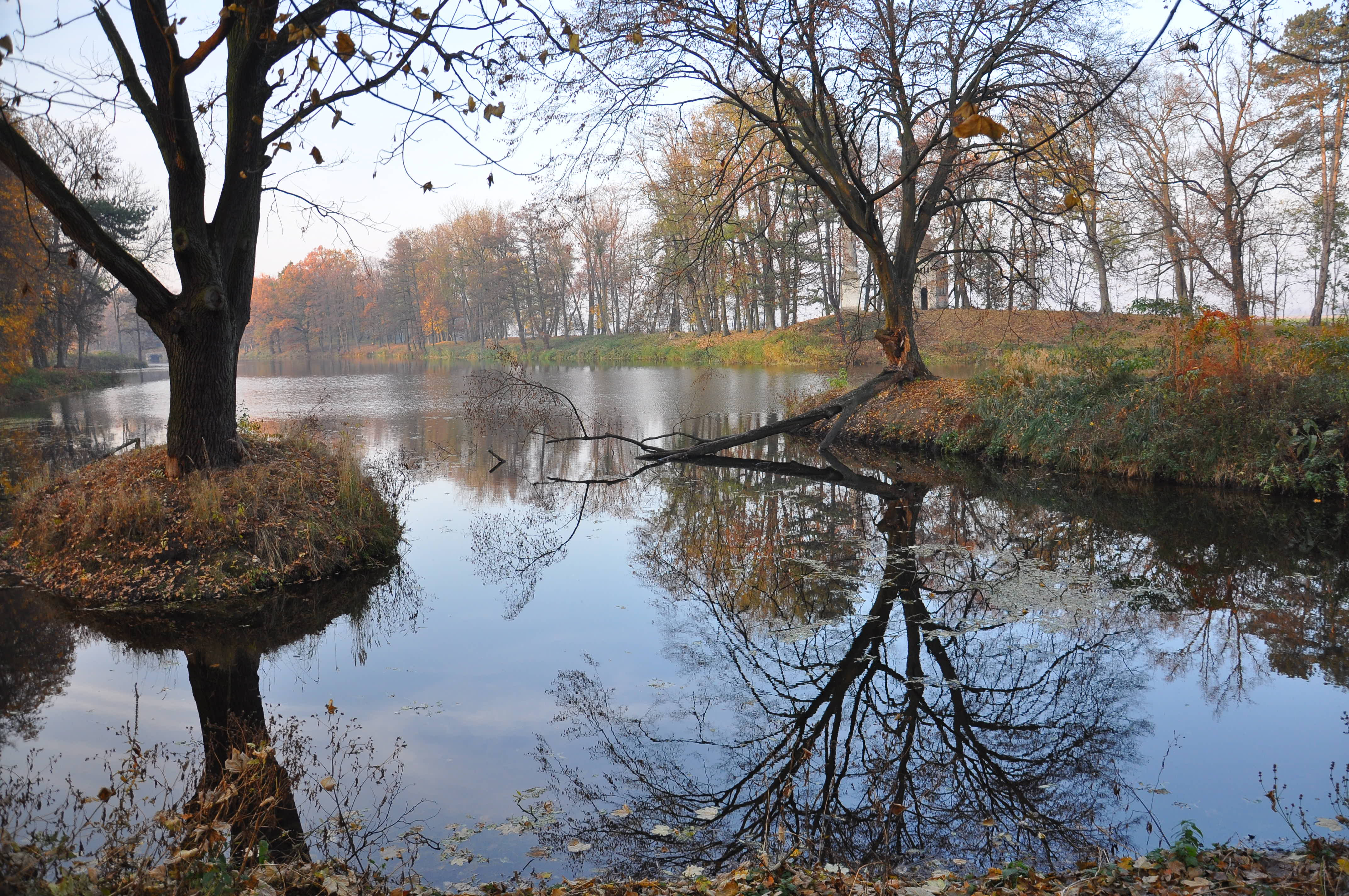
Park północny przy pałacu

Pałac w Kościelcu – zabytkowy, eklektyczny pałac w Kościelcu. Początkowo pałac był siedzibą rodu von Kreutzów, od 2017 roku jest siedzibą Liceum Sztuk Plastycznych im. Andrzeja Kreutza Majewskiego. 
Budynek został wpisany do rejestru zabytków 16 września 1968 roku.

## Historia
Pierwsze plany budowy pałacu w Kościelcu pojawiły się w latach 40. XIX wieku, kiedy właścicielem majoratu kościeleckiego był hrabia Aleksander Henryk von Kreutz, syn generała Cypriana Kreutza. Zadanie sporządzenia szkicu powierzono architektowi Henrykowi Marconiemu, projekt ten nie został jednak zrealizowany. Z zachowanych szkiców wynika jednak, że Marconi planował dodać neogotyckie fragmenty do istniejących już zabudowań.
Ostatecznie do budowy pałacu przystąpił już w latach 80. XIX wieku hrabia Aleksander Cyprian von Kreutz. Budowa pałacu trwała najprawdopodobniej w latach 1887–1889 lub 1885–1889. Projektantem pałacu był architekt gubernialny z Kalisza Józef Benedyktynowicz Chrzanowski  i Eugeniusz Oraczewski. Wnętrze pałacu plafonami i malowidłami udekorował kaliski malarz August Bertelmann . 
Po wybuchu I wojny światowej syn Aleksandra Cypriana – Aleksander von Kreutz wraz z rodziną ewakuował się do Petersburga. W 1918 roku, zgodnie z uchwałą Rady Regencyjnej, pałac został odebrany rodzinie Kreutzów, a rok później oficjalnie stał się własnością Skarbu Państwa. W 1919 roku rodzina von Kreutzów powróciła na krótko do Polski, gdzie podjęli nieudaną próbę odzyskania wyposażenia pałacu oraz pozostawionych tam pamiątek . W okresie dwudziestolecia międzywojennego pałac był m.in. siedzibą stacji eksperymentalnej Centralnego Towarzystwa Rolniczego, a od 1933 roku Łódzkiej Izby Rolnej oraz Ogniska Kultury Rolniczej. W 1920 roku budynki administracyjne, zabudowania gospodarcze, chlewnię oraz obory, sady i 30 mórg ziemi należących do pałacu przekazano Kołu Polek w Kole na rzecz żeńskiej szkoły . Pod koniec lat 20. XX (najprawdopodobniej w 1929) wieku zawalił się południowy taras wokół pałacowej wieży. Podczas II wojny światowej pałac był m.in. siedzibą miejscowego Gestapo i żandarmerii .  
W latach 1945–1955 pałac był użytkowany przez PGR Mchowo, przechowywano przy nim płody rolne oraz organizowano kolonie dla dzieci. W 1955 roku pałac stał się siedzibą nowo powołanego Technikum Rolniczego w Kościelcu i na przełomie 1955 i 1956 roku przeszedł remont, podczas którego usunięto niektóre elementy wystroju oraz założono w nim centralne ogrzewanie. Od 1960 roku pałac użytkowany był jako internat dla szkoły, która przeniosła się do nowego budynku. Od 1975 roku pałac był siedzibą Ośrodka Postępu Rolniczego, a od 1991 roku Ośrodka Doradztwa Rolniczego, służył wówczas jako biurowiec oraz centrum szkoleniowe . W 1984 roku miał miejsce remont elewacji oraz wymiana stropów w pałacu. W 1993 roku dokonano generalnego remontu elewacji ogrodowej, renowacji detalu architektonicznego, przemurowania i rekonstrukcji schodów prowadzących na tarasy i umieszczonych przy nich figur lwów oraz prac związanych z odprowadzaniem wody. W 1998 roku odbudowano taras nad oranżerią. 
W okresie PRL-u rozebrano m.in. most łączący dwie części parku, fontannę na tarasie, przystań, obelisk na wyspie, obudowy schodów, skarpy i podjazdu do pałacu. W latach 90. XX wieku rozebrano również ostatnie fragmenty dawnego centrum administracyjnego. Do dziś przetrwały m.in. główna brama, meczet i minaret oraz sztuczne ruiny. 
W 2007 roku pałac został przekazany Zespołowi Szkół Plastycznych w Kole. W 2010 roku wymieniono w budynku dach oraz rozebrano i zrekonstruowano wieżę, ustabilizowano fundamenty oraz wymieniono większość zabytkowych okien. W latach 2009–2012 wymieniono również pokrycie kopuły i założono w budynku systemy wentylacyjne. W latach 2013–2015 zrekonstruowano polichromie oraz sztukaterie i stolarkę wewnątrz pałacu, odtworzono wówczas także drzwi, portale i parkiety taflowe . Od 2016 roku pałac jest siedzibą Państwowego Liceum Sztuk Plastycznych w Kościelcu. W 2017 roku pałac otrzymał wyróżnienie w konkursie Zabytek Zadbany, w kategorii adaptacja obiektów zabytkowych.

## Architektura
Projekt Chrzanowskiego, podobnie jak ten Marconiego, zakładał dobudowanie do istniejących już zabudowań nowego korpusu, położonego na skarpie, przy istniejącej wówczas drodze do Koła, na skraju dzisiejszej drogi E8. Pałac zbudowany na zbliżonym do prostokąta rzucie, skierowany na zachód; jest on murowany z cegły oraz otynkowany .

### Wygląd zewnętrzny
Elewacja frontowa skierowana jest na zachód i pełni funkcję reprezentacyjną. Poprzedzona jest głównym podjazdem, utrzymana jest w stylu neorenesansowym . Częścią tej elewacji jest trójosiowy pseudoryzalit zwieńczony hełmem kopułowym, czteropłaciowym. Dach zdobiony jest attyką o ćwierćkolistych spływach, zwieńczona naczółkiem w kształcie trójkątu. Na spływach i naczółku umieszczono cztery rzeźby, interpretowane jako przedstawienia żywiołów lub bogiń urodzaju: Flory, Pomony i Ceres . W środkowej części ryzalitu znajduje się taras ozdobiony tralkową balustradą i wazami. Wejście do pałacu poprzedzone jest gankiem dźwiganym przez cztery kariatydy. W bocznych ścianach portyku znajdują się nisze, w których umieszczone zostały figury amorków .
W elewacji od strony południowej obecny jest półkolisty ryzalit, otoczony partią tarasu, a ponad pierwszym piętrem przechodzący w ażurową oraz przeszkloną i zwieńczoną kopułą i iglicą wieżę . Na gzymsie zwieńczającym wieżę stoi osiem figur przedstawiających amorki z instrumentami muzycznymi, owocami i kwiatami. Od strony południowej znajdował się także taras, który uległ katastrofie budowlanej .
Wschodnia elewacja pałacu inspirowana jest renesansowymi willami. Umieszczono tu wsparte na kolumnach loggie połączone tarasami. Elewacja jest asymetryczna, składa się z dwóch ryzalitów połączonych tarasami na parterze. Ryzalit trójosiowy poprzedzony jest dwoma biegami schodów prowadzących na loggie i zwieńczonych rzeźbami lwów . Ryzalit zwieńczony jest attyką zasłaniającą kopulasty dach. Na attyce umieszczono w 1892 roku rzeźbę przedstawiającą boginię Nike, a według notki w „Gazecie Kaliskiej” Sławę, Historię i Poezję. Taras wykończony był fabrycznie wykonanymi kapitelami i bazami .
Północna elewacja jest najstarszą częścią pałacu i powstała przez przebudowę dawnej budowli. Dawny budynek został powiększony na parterze i części piętra. Elewacja nie posiada szczególnych dekoracji, z wyjątkiem gzymsów kordonowych, pilastrów i fryzów. Od zachodu do elewacji północnej dobudowano przeszklony ogród zimowy, składający się z trzech parterowych pawilonów różnej wielkości, połączonych z pałacem aneksem. Ogród ten dobudowano po ukończeniu budowy pałacu. Około 1930 roku usunięto z niego kopułę i przeszklenia, a na ścianach umieszczono półkolumny, pomiędzy którymi były półkoliście zamknięte okna .

### Wnętrze pałacu
Pałac posiada piwnice, sklepione kolebkowo i odcinkowo .

#### Parter
Hol wejściowy
Na posadzce tuż przy progu wejściowym umieszczono napis „Salve”. W dwukondygnacyjnym holu wejściowym umieszczona została neobarokowa klatka schodowa wykonana z białego marmuru i żeliwnych balustrad. Schody przechodzą na piętrze w wsparty na arkadach podest . Ściany, fasety i obrzeża stropu udekorowane były diamentowym boniowaniem, maskami i puttami wkomponowanymi we wzory roślinne oraz motywami instrumentów muzycznych .  
Na wysokości wejścia znajdował się także marmurowy kominek, a hol wykończony był plafonem – ramą z puttami wypełnionej firmamentem. Część holu oddzielona była od reszty arkadą i została przykryta kasetonami ozdobionymi przez putta, strop w tej części wykonany był przez B. Żebrowskiego, prawdopodobnie pomocnika Augusta Bertelmanna . 
Od strony południowej do holu przylega pomieszczenie, będące najprawdopodobniej pokojem gościnnym lub kancelarią, pokój nazywany był także „pokojem niebieskim” . 
Sala balowa

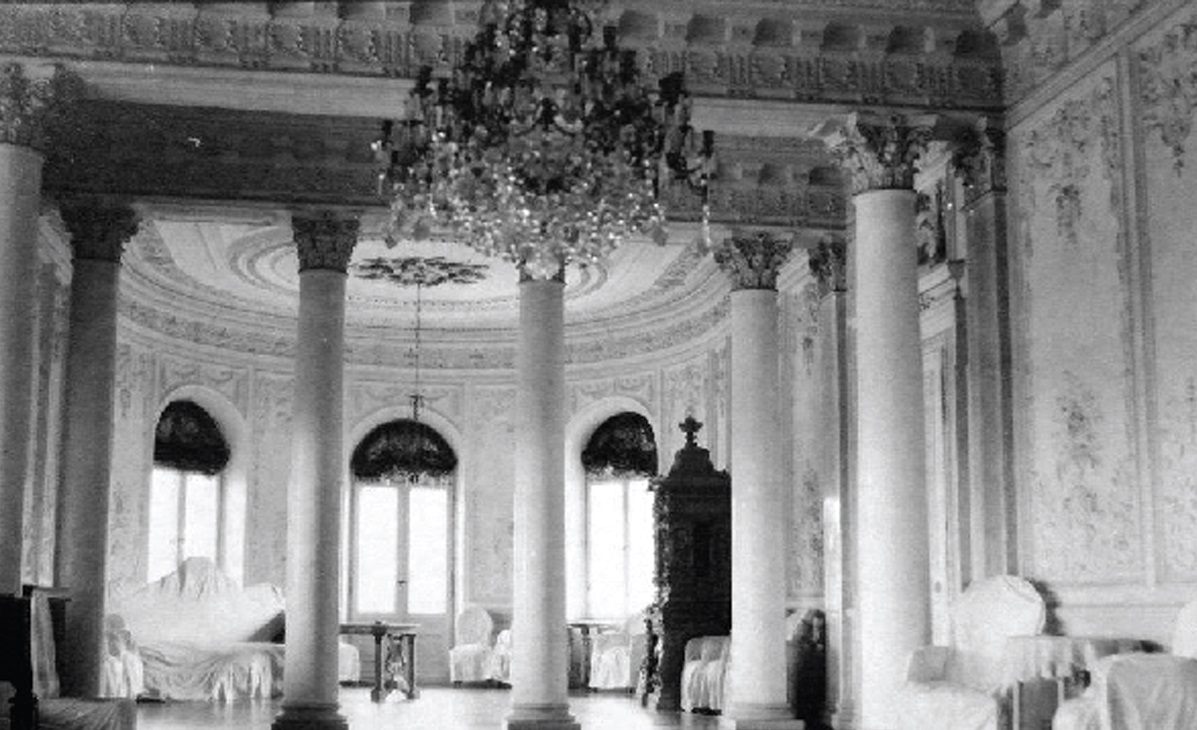
Sala balowa pałacu w 1910 roku

Na parterze budynku znajdowała się także połączona z ogrodem sala balowa, będąca najbardziej reprezentacyjnym pomieszczeniem pałacu. Sala podzielona była na mniejsze przestrzenie kolumnami o kompozytowych kapitelach . Środkowa przestrzeń sali zwieńczona była plafonem przedstawiającym taniec cherubinów. Ściany udekorowano kimationami, fryzami tryglifowo–metopowymi, palmetami, belkowaniem oraz ornamentami okuciowymi i kandelabrowymi . 
Pomiędzy wejściami na zachodniej ścianie umieszczono wykonany z marmuru kominek nad którym umieszczono kryształowe lustro. Przy tej samej ścianie stał także piec kaflowy ozdobiony kandelabrami. Podłoga pokryta była parkietami taflowymi z drewna dębowego, na środku sali ułożone były one na kształt krzyża greckiego . Wyjścia na taras ozdobiono instrumentami muzycznymi, nad drzwiami umieszczono natomiast supraporty z płaskorzeźbami przedstawiającymi putta podczas zabawy .
Jadalnia i pokój kawowy
Hol wejściowy od strony północnej połączony był z jadalnią, zwaną także „salą dębową”. Sala oddzielona jest za pomocą arkady na której znajduje się płaskorzeźba syreny, za pomocą arkad pomieszczenie jest podzielone na trzy części. Pokryty dębowymi płycinami strop wsparty jest na konsolach. Cała sala pokryta ozdobiona jest koronkową dekoracją w formie wici roślinnej oraz geometrycznej plecionki wykonaną z drewna .  
Po wschodniej części jadalni istnieje pomieszczenie o nieustalonym przeznaczeniu, prawdopodobnie była to kuchnia i kredens lub salon . Według dokumentów z Archiwum Akt Nowych pałac miał jednak nie posiadać kuchni . 
Jadalnia połączona jest z tzw. pokojem kawowym (lub salą kawową). Sala ta nazywana była także „pokojem kobiecym” i „pokojem marzeń” lub „gabinetem tureckim”. Pokój ten ozdobiony jest dekoracjami snycerskimi i barokowo-orientalnymi. Pomieszczenie to służyło do picia kawy, herbaty i palenia tytoniu . Z pokoju kawowego istnieje przejście do ogrodu zimowego . 

#### Piętro
Piętro z parterem połączone było klatką schodową w holu i schodami w północnej części pałacu. Piętro podzielone szerokim korytarzem na dwa trakty. Pomieszczenia połączone były amfiladowo. Ściany korytarzy udekorowane były imitacjami boniowań i gzymsów oraz sztukateriami i motywami roślinnymi wykonanymi techniką olejną . Na piętrze główną przestrzeń tworzyły połączone: gabinet pana domu, biblioteka i sala bilardowa oraz apartament pani domu.
Biblioteka
Biblioteka mieściła się w ryzalicie ogrodowym od wschodu. Nad wejściem biblioteki umieszczono plafon z puttami trzymającymi girlandy. Wewnątrz pomieszczenia stały szafy biblioteczne, meble i fortepian, a na ścianach wisiały portrety rodzinne. Sufit ozdobiony był plafonem w kształcie owalu .
Gabinet i sypialnia hrabiego
Gabinet hrabiego znajdował się obok biblioteki. W północno-wschodnim i północno-zachodnim narożniku gabinetu znajdowały się owalne medaliony przedstawiające wizerunki cherubinów. Na stropie pomieszczenia namalowana była polichromia przedstawiająca orszak Apollina i Afrodyty autorstwa Bertelmanna, inspirowana obrazem Aurora Guido Reniego . Przypuszcza się, że Apollo miał reprezentować hrabiego Aleksandra von Kreutza, a Afrodyta jego żonę – Elżbietę . Nad gabinetem znajduje się pałacowa wieża, z której rozpościerał się widok na Kościelec i okolice. 
Po zachodniej stronie gabinetu znajdowała się sypialnia hrabiego, od zewnątrz oznaczona kartuszem herbowym w naczółku okna. Przed II wojną światową ściany sypialni zdobiły polichromie przedstawiające krajobrazy .
Pozostałe pomieszczenia
W południowej części piętra, w korytarzu znajdowała się klatka schodowa prowadząca do galerii widokowej na pałacowej wieży. Z sypialni hrabiego prowadziła galeryjka do dwóch pokoi dziecięcych i zachodniego tarasu. Od strony północnej do pokojów dziecięcych przylegały pokoje kąpielowe . Naprzeciwko tych pomieszczeń mieściły się pokoje gościnne i apartament Elżbiety von Kreutz, złożony z buduaru i gabinetu, ozdobionych neobarokowymi dekoracjami. Supraport drzwi ozdobiony był inicjałami „EK” .
Od strony północnej znajdowała się klatka schodowa prowadząca na poddasze . Od kiedy pałac jest siedzibą liceum plastycznego, poddasze zaadaptowane zostało na sale lekcyjne.

### Zespół parkowy
Pałac otoczony był przez dwa parki: północny i południowy, połączone ze sobą żelaznym, ażurowym mostem nad przechodzącą między nimi drogą i tworzące razem ponad 20-hektarowy park krajobrazowy. Most nad szosą wybudowano przed 1898 rokiem, posiadał drewniane stopnie i żelazne barierki, a w okresie letnim dekorowany był egzotycznymi kwiatami i drzewami . 
Brama główna rezydencji została umieszczona przy skrzyżowaniu szosy kaliskiej z warszawską, do budynku pałacu prowadził reprezentacyjny podjazd udekorowanego obeliskami z popiersiami generała Cypriana von Kreutza i hrabiego Aleksandra Cypriana , zakończonego małym rondem z rzeźbami i dekoracjami kwiatowymi. 

#### Park północny

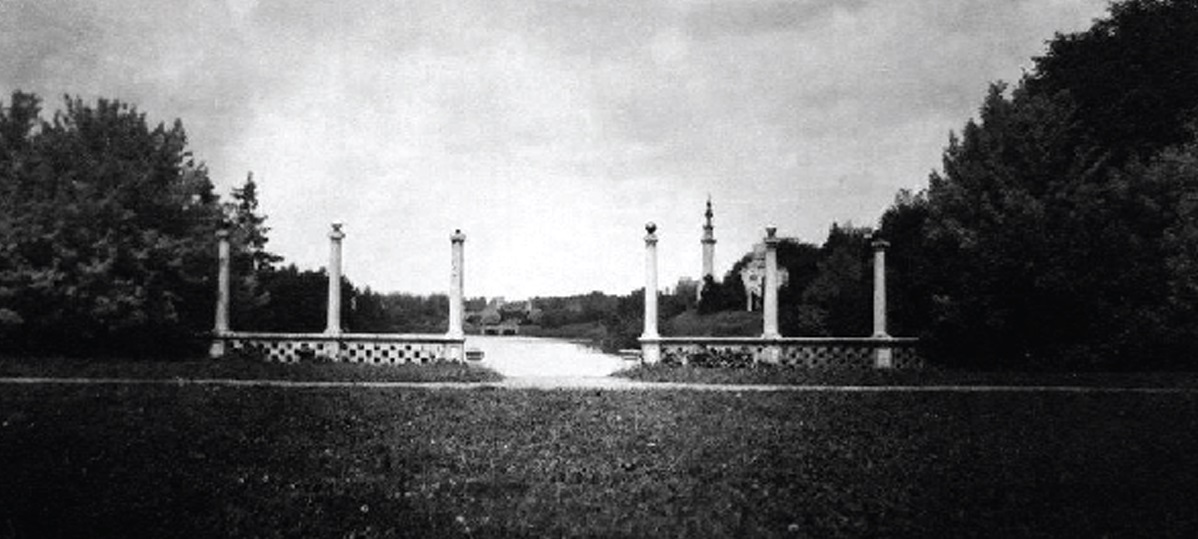
Przystań w parku w 1910 roku, po prawej widoczny minaret, w tle wejście do groty pod ruinami zamku

Taras ogrodowy przy pałacu połączono z parkiem północnym reprezentacyjnymi schodami, które rozpoczynały się przy położonej w parku fontannie. Park położony był wokół sztucznego jeziora, otoczonego pawilonami. W parku umieszczono również sztuczne ruiny zamku, pod którym istniały podziemne tunele oraz grota, do której można było wpływać łódką. Zamek posiada trzy baszty, w których znajdowały się klatki schodowe. Baszty od wschodu połączone były ze sobą arkadowymi galeriami, a baszta zachodnia żelaznym mostem. Z baszt istniało podziemne przejście prowadzące do groty. Zamek zbudowany był z cegły i żelaza obłożonych tufem wulkanicznym sprowadzonym z Sycylii. Z tufu wykonana była także grota pod zamkiem . 
Nad jeziorem umiejscowiono przystań w formie kolumnady, a na wyspie na jeziorze umieszczono egipski obelisk. W parku istniała także budowla sztucznego meczetu i miniaturowego minaretu oraz drewniana altana i rzeźby kobiet z dziećmi . Zachodnia część parku obsadzona była drzewami owocowymi, a aleje parku otoczone były żywopłotami. Po 1945 roku zniszczeniu uległy obelisk, przystań, obudowy schodów, fontanna stojąca od wschodu przy schodach. Żelazny most nad szosą został rozebrany w latach 50. XX wieku podczas przebudowy idącej pod nim drogi .

#### Park południowy
Park południowy umiejscowiony był wokół kościoła św. Andrzeja, również w nim znajdowało się sztuczne jezioro, a na wzniesieniu również pozostałości dawnego dworu oraz figura Jana Nepomucena. Mieścił się w nim także ogród warzywny i owocowy oraz budynek administracyjny. Z mostu przez park prowadziła aleja prowadząca do kościoła .